# شداهة (العدين)

تعديل مصدري - تعديل

شداهة محلة تابعة لقرية المعبر، التابعة لعزلة عردن بمديرية العدين إحدى مديريات محافظة إب في الجمهورية اليمنية، بلغ تعداد سكانها 284 حسب تعداد اليمن لعام 2004.